# Der Tod ist kein Beinbruch
Der Tod ist kein Beinbruch war eine deutsche Fernsehserie mit dem Kabarett-Duo Missfits. Sechs Folgen mit je 30 Minuten liefen zwischen November 2002 und Januar 2003. Die Serie war 2003 für den Grimme-Preis nominiert.
Im Jahr 2012 erschien die Serie auf DVD.

## Handlung
Die beiden zerstrittenen Schwestern Mimi und Hilde erben das Bestattungsunternehmen ihres verstorbenen Onkels in Oberhausen. Das Testament macht ihnen den Verkauf unmöglich und zwingt sie, zusammen mit den Assistenten Ernst und Luggi, den Betrieb aufrechtzuerhalten. Dies versucht der Konkurrent Pelzer zu verhindern.

## Episodenliste
| Nr. | Episodentitel | Erstausstrahlung  |
| --- | ------------- | ----------------- |
| 1   | Schweres Erbe | 29. November 2002 |
| 2   | Die Prüfung   | 6. Dezember 2002  |
| 3   | Der Fluch     | 13. Dezember 2002 |
| 4   | Der Opa       | 20. Dezember 2002 |
| 5   | Der Hamster   | 10. Januar 2003   |
| 6   | Das Geschenk  | 17. Januar 2003   |